# Niemrawiec indyjski
Niemrawiec indyjski (Bungarus caeruleus) – gatunek węża z rodziny zdradnicowatych (Elapidae).
Występuje na terenie Sri Lanki, Indii, Pakistanu, Bangladeszu i Nepalu, być może także Afganistanu. Dorasta średnio do ok. 100–120 cm długości. Grzbiet koloru ciemnego – od brązowego od niebiesko-czarnego z poprzecznymi białymi pasami, brzuch jasny. Prowadzi nocny tryb życia. Nie jest agresywny jednak potrafi ukąsić w obronie własnej. Jad niemrawca jest bardzo toksyczny, bez otrzymania pomocy medycznej ukąszony umiera w ciągu 2 godzin.